# Cosmozosteria maculimarginata
Cosmozosteria maculimarginata är en kackerlacksart som först beskrevs av Johann Gottlieb Otto Tepper 1895.  Cosmozosteria maculimarginata ingår i släktet Cosmozosteria och familjen storkackerlackor. Inga underarter finns listade i Catalogue of Life.